# Koče, Postojna
Koče este o localitate din comuna Postojna, Slovenia, cu o populație de 235 de locuitori.